# Vizita regelui la Hyde Park on Hudson
Hyde Park on Hudson este un film dramă regizat de Roger Michell. A fost lansat pe 18 ianuarie 2013 în România.

## Acțiunea
În iunie 1939, președintele Franklin Delano Roosevelt (Murray) se pregătește să primească vizita reginei și regelui Marii Britanii, care urmează să petreacă un weekend la reședința familiei Roosevelt din Hyde Park on Hudson. Această vizită marchează un moment istoric, fiind prima dată când un monarh britanic călătorește în America.
Va fi un weekend memorabil, pentru că războiul bate la ușa Marii Britanii, oaspeții vin să ceară ajutorul lui F.D.R., așa că gazdele vor trebui să împace chestiunile politice cu încurcăturile personale ale lui F.D. Roosevelt, care e prins între soție, Eleanor (Olivia Williams), mamă, Sara (Elizabeth Wilson) și... amantă, Missy (Elizabeth Marvel), care, oficial, e secretara lui personală.
Văzut prin perspectiva lui Daisy (Linney), vecina și confidenta lui Franklin, acest weekend va da naștere nu numai unei relații cu totul speciale între cele două națiuni, ci, împreună cu Daisy vom înțelege mai profund misterele iubirii și ale prieteniei.

## Distribuție
- Bill Murray – Franklin D. Roosevelt
- Laura Linney – Margaret Suckley
- Olivia Williams – Eleanor Roosevelt
- Samuel West – Regele George al VI-lea
- Olivia Colman – Regina Elizabeth
- Elizabeth Marvel – Missy
- Blake Ritson – Johnson
- Eleanor Bron – Mătușa